# Список глав государств в 1974 году
| 1973 ← Список глав государств по годам → 1975 |

В списке перечислены лидеры государств по состоянию на 1974 год. В том случае, если ведущую роль в государстве играет коммунистическая партия, указан как де-юре глава государства — председатель высшего органа государственной власти, так и де-факто — глава коммунистической партии.
Цветом выделены страны, в которых в данном году произошли смены власти вследствие следующих событий:
- Получение страной независимости;
- Военный переворот, революция, всеобщее восстание ;
- Президентские выборы;
- парламентские выборы, парламентский кризис;
- Смерть одного из руководителей страны;
- Иные причины.

## Азия
|                                                          | Афганистан                                   | Афганистан                                   | Президент                                                          | Мухаммед Дауд Хан                                                                                        | 1973 год—1978 год                                                             |  |
| Премьер-министр                                          | Афганистан                                   | Афганистан                                   | 1973 год—1978 год                                                  | Мухаммед Дауд Хан                                                                                        |                                                                               |  |
| Флаг Бангладеш                                           | Бангладеш                                    | Бангладеш                                    | Президент                                                          | Мухаммед Мохаммадулла                                                                                    | 1973 год—1975 год                                                             |  |
| Флаг Бангладеш                                           | Бангладеш                                    | Бангладеш                                    | Премьер-министр                                                    | Муджибур Рахман                                                                                          | 1972 год—1975 год                                                             |  |
|                                                          | Бахрейн                                      | Бахрейн                                      | Эмир                                                               | Иса ибн Салман Аль Халифа                                                                                | 1971 год—1999 год                                                             |  |
| Премьер-министр                                          | Бахрейн                                      | Бахрейн                                      | Халифа ибн Салман Аль Халифа                                       | 1970 год—2020 год                                                                                        |                                                                               |  |
|                                                          | Союз Бирма                                   | Союз Бирма                                   | Председатель Революционного совета                                 | Не Вин                                                                                                   | 1962 год—1974 год                                                             |  |
| Президент                                                | Союз Бирма                                   | Союз Бирма                                   | 1974 год—1981 год                                                  | Не Вин                                                                                                   |                                                                               |  |
| Премьер-министр                                          | Союз Бирма                                   | Союз Бирма                                   | Не Вин Сейн Вин                                                    | (1958 год—1960 год, 1962 год—1974 год) 1974 год—1977 год                                                 |                                                                               |  |
| Флаг Брунея                                              | Бруней (протекторат Великобритании)          | Бруней (протекторат Великобритании)          | Султан                                                             | Хассанал Болкиах                                                                                         | 1967 год — настоящее время                                                    |  |
| Флаг Бутана                                              | Бутан                                        | Бутан                                        | Король                                                             | Джигме Сингье Вангчук                                                                                    | 1972 год—2006 год                                                             |  |
|                                                          | Республика Вьетнам                           | Республика Вьетнам                           | Президент                                                          | Нгуен Ван Тхьеу                                                                                          | 1965 год—1975 год                                                             |  |
| Премьер-министр                                          | Республика Вьетнам                           | Республика Вьетнам                           | Чан Тхьен Кхьем                                                    | 1969 год—1975 год                                                                                        |                                                                               |  |
|                                                          | Демократическая Республика Вьетнам           | Демократическая Республика Вьетнам           | Первый секретарь ЦК Партии трудящихся Вьетнама                     | Ле Зуан                                                                                                  | 1960 год—1976 год                                                             |  |
| Президент                                                | Демократическая Республика Вьетнам           | Демократическая Республика Вьетнам           | Тон Дык Тханг                                                      | 1969 год—1976 год                                                                                        |                                                                               |  |
| Премьер-министр                                          | Демократическая Республика Вьетнам           | Демократическая Республика Вьетнам           | Фам Ван Донг                                                       | 1955 год—1976 год                                                                                        |                                                                               |  |
| Флаг Израиля                                             | Израиль                                      | Израиль                                      | Президент                                                          | Эфраим Кацир                                                                                             | 1973 год—1978 год                                                             |  |
| Флаг Израиля                                             | Израиль                                      | Израиль                                      | Премьер-министр                                                    | Голда Меир Ицхак Рабин                                                                                   | 1969 год—1974 год (1974 год—1977 год, 1992 год—1995 год)                      |  |
|                                                          | Индия                                        | Индия                                        | Президент                                                          | Варахагири Венката Гири Фахруддин Али Ахмед                                                              | (1969 год, 1969 год—1974 год) 1974 год—1977 год                               |  |
| Премьер-министр                                          | Индия                                        | Индия                                        | Индира Ганди                                                       | 1966 год—1977 год, 1980 год—1984 год                                                                     |                                                                               |  |
| Флаг Индонезии                                           | Индонезия                                    | Индонезия                                    | Президент                                                          | Сухарто                                                                                                  | 1967 год—1998 год                                                             |  |
| Флаг Иордании                                            | Иордания                                     | Иордания                                     | Король                                                             | Хусейн ибн Талал                                                                                         | 1952 год—1999 год                                                             |  |
| Флаг Иордании                                            | Иордания                                     | Иордания                                     | Премьер-министр                                                    | Зайд ар-Рифаи                                                                                            | 1973 год—1976 год, 1985 год—1989 год                                          |  |
|                                                          | Ирак                                         | Ирак                                         | Президент                                                          | Ахмад Хасан Аль-Бакр                                                                                     | 1968 год—1979 год                                                             |  |
| Премьер-министр                                          | Ирак                                         | Ирак                                         | 1963 год, 1968 год—1979 год                                        | Ахмад Хасан Аль-Бакр                                                                                     |                                                                               |  |
|                                                          | Иран                                         | Иран                                         | Шах                                                                | Мохаммед Реза Пехлеви                                                                                    | 1941 год—1979 год                                                             |  |
| Премьер-министр                                          | Иран                                         | Иран                                         | Амир Аббас Ховейда                                                 | 1965 год—1977 год                                                                                        |                                                                               |  |
|                                                          | Йеменская Арабская Республика                | Йеменская Арабская Республика                | Президент                                                          | Абдель Рахман Арьяни Ибрагим Мохаммед аль-Хамди                                                          | 1967 год—1974 год 1974 год—1977 год                                           |  |
| Премьер-министр                                          | Йеменская Арабская Республика                | Йеменская Арабская Республика                | Кади Абдалла аль-Хагри Хассан Мухаммад Макки Мухсин Ахмад Аль-Айни | 1972 год—1974 год 1974 год (1967 год, 1969 год, 1970 год—1971 год, 1971 год—1972 год, 1974 год—1975 год) |                                                                               |  |
|                                                          | Народная Демократическая Республика Йемен    | Народная Демократическая Республика Йемен    | Президент                                                          | Салем Рубайя Али                                                                                         | 1969 год—1978 год                                                             |  |
| Премьер-министр                                          | Народная Демократическая Республика Йемен    | Народная Демократическая Республика Йемен    | Али Насер Мухаммед                                                 | 1971 год—1985 год                                                                                        |                                                                               |  |
| Флаг Катара                                              | Катар                                        | Катар                                        | Эмир                                                               | Халифа бин Хамад Аль Тани                                                                                | 1972 год—1995 год                                                             |  |
| Флаг Катара                                              | Катар                                        | Катар                                        | Премьер-министр                                                    | Халифа бин Хамад Аль Тани                                                                                | 1970 год—1995 год                                                             |  |
|                                                          | Кипр                                         | Кипр                                         | Президент                                                          | Архиепископ Макариос III Никос Сампсон (и. о.) Глафкос Клиридиc (и. о.)                                  | (1960 год—1974 год, 1974 год—1977 год) 1974 год (1974 год, 1993 год—2003 год) |  |
|                                                          | Китайская Народная Республика                | Китайская Народная Республика                | Генеральный секретарь ЦК Коммунистической партии Китая             | Мао Цзэдун                                                                                               | 1943 год—1976 год                                                             |  |
| Исполняющий обязанности Председателя КНР                 | Китайская Народная Республика                | Китайская Народная Республика                | Дун Биу                                                            | 1968 год—1975 год                                                                                        |                                                                               |  |
| Премьер Госсовета                                        | Китайская Народная Республика                | Китайская Народная Республика                | Чжоу Эньлай                                                        | 1949 год—1976 год                                                                                        |                                                                               |  |
|                                                          | Китайская Республика (Тайвань)               | Китайская Республика (Тайвань)               | Президент                                                          | Чан Кайши                                                                                                | 1950 год—1975 год                                                             |  |
| Председатель Исполнительного Юаня                        | Китайская Республика (Тайвань)               | Китайская Республика (Тайвань)               | Цзян Цзинго                                                        | 1972 год—1978 год                                                                                        |                                                                               |  |
|                                                          | Корейская Народно-Демократическая Республика | Корейская Народно-Демократическая Республика | Генеральный секретарь ЦК Трудовой партии Кореи                     | Ким Ир Сен                                                                                               | 1966 год—1994 год                                                             |  |
| Президент                                                | Корейская Народно-Демократическая Республика | Корейская Народно-Демократическая Республика | 1972 год—1994 год                                                  | Ким Ир Сен                                                                                               |                                                                               |  |
| Председатель кабинета министров                          | Корейская Народно-Демократическая Республика | Корейская Народно-Демократическая Республика | Ким Ир                                                             | 1972 год—1976 год                                                                                        |                                                                               |  |
| Флаг Кувейта                                             | Кувейт                                       | Кувейт                                       | Эмир                                                               | Сабах ас-Салем ас-Сабах                                                                                  | 1965 год—1977 год                                                             |  |
| Флаг Кувейта                                             | Кувейт                                       | Кувейт                                       | Премьер-министр                                                    | Джабер аль-Ахмед ас-Сабах                                                                                | 1965 год—1977 год                                                             |  |
|                                                          | Кхмерская Республика                         | Кхмерская Республика                         | Глава государства                                                  | Лон Нол                                                                                                  | 1972 год—1975 год                                                             |  |
| Премьер-министр                                          | Кхмерская Республика                         | Кхмерская Республика                         | Лонг Борет                                                         | 1973 год—1975 год                                                                                        |                                                                               |  |
|                                                          | Лаос                                         | Лаос                                         | Король                                                             | Саванг Ватхана                                                                                           | 1959 год—1975 год                                                             |  |
| Премьер-министр                                          | Лаос                                         | Лаос                                         | Суванна Фума                                                       | 1951 год—1954 год, 1956 год—1958 год, 1960 год, 1962 год—1975 год                                        |                                                                               |  |
| Флаг Ливана                                              | Ливан                                        | Ливан                                        | Президент                                                          | Сулейман Франжье                                                                                         | 1970 год—1976 год                                                             |  |
| Флаг Ливана                                              | Ливан                                        | Ливан                                        | Премьер-министр                                                    | Такиэддин Ас-Сольх Рашид Ас-Сольх                                                                        | (1973 год—1974 год, 1980 год) (1974 год—1975 год, 1992 год)                   |  |
|                                                          | Малайзия                                     | Малайзия                                     | Янг ди-Пертуан Агонг (Верховный глава)                             | Абдул Халим Муадзам Шах                                                                                  | 1970 год—1975 год, 2011 год—2016 год                                          |  |
| Премьер-министр                                          | Малайзия                                     | Малайзия                                     | Абдул Разак                                                        | 1970 год—1976 год                                                                                        |                                                                               |  |
| Флаг Мальдивской Республики                              | Мальдивы                                     | Мальдивы                                     | Президент                                                          | Ибрагим Насир                                                                                            | 1968 год—1978 год                                                             |  |
| Флаг Мальдивской Республики                              | Мальдивы                                     | Мальдивы                                     | Премьер-министр                                                    | Ахмед Заки                                                                                               | 1972 год—1975 год                                                             |  |
|                                                          | Монгольская Народная Республика              | Монгольская Народная Республика              | Первый секретарь ЦК Монгольской народной партии                    | Юмжагийн Цеденбал                                                                                        | 1958 год—1984 год                                                             |  |
| Председатель Президиума Великого Государственного Хурала | Монгольская Народная Республика              | Монгольская Народная Республика              | Сономын Лувсан Юмжагийн Цеденбал                                   | 1972 год—1974 год 1974 год—1984 год                                                                      |                                                                               |  |
| Председатель Совета министров                            | Монгольская Народная Республика              | Монгольская Народная Республика              | Юмжагийн Цеденбал Жамбын Батмунх                                   | 1952 год—1974 год 1974 год—1984 год                                                                      |                                                                               |  |
|                                                          | Непал                                        | Непал                                        | Король                                                             | Бирендра                                                                                                 | 1972 год—2001 год                                                             |  |
| Премьер-министр                                          | Непал                                        | Непал                                        | Наджендра Прасад Риджал                                            | 1973 год—1975 год, 1986 год                                                                              |                                                                               |  |
|                                                          | Объединённые Арабские Эмираты                | Объединённые Арабские Эмираты                | Президент                                                          | Заид ибн Султан Аль Нахайян                                                                              | 1971 год—2004 год                                                             |  |
| Премьер-министр                                          | Объединённые Арабские Эмираты                | Объединённые Арабские Эмираты                | Мактум ибн Рашид Аль Мактум                                        | 1971 год—1979 год, 1990 год—2006 год                                                                     |                                                                               |  |
|                                                          | Оман                                         | Оман                                         | Султан                                                             | Кабус бен Саид                                                                                           | 1970 год—2020 год                                                             |  |
| Премьер-министр                                          | Оман                                         | Оман                                         | 1972 год—2020 год                                                  | Кабус бен Саид                                                                                           |                                                                               |  |
| Флаг Пакистана                                           | Пакистан                                     | Пакистан                                     | Президент                                                          | Фазал Илахи Чоудхури                                                                                     | 1973 год—1978 год                                                             |  |
| Флаг Пакистана                                           | Пакистан                                     | Пакистан                                     | Премьер-министр                                                    | Зульфикар Али Бхутто                                                                                     | 1973 год—1977 год                                                             |  |
| Флаг Пакистана                                           |                                              | Хунза                                        | мир                                                                | Мухаммад Джамаль Хан                                                                                     | 1945 год—1974 год                                                             |  |
| Флаг Пакистана                                           | В 1974 году вошла в состав Пакистана         | Хунза                                        |                                                                    | |                                                                               |  |
| Флаг Саудовской Аравии                                   | Саудовская Аравия                            | Саудовская Аравия                            | Король                                                             | Фейсал ибн Абдул-Азиз Аль Сауд                                                                           | 1964 год—1975 год                                                             |  |
| Флаг Саудовской Аравии                                   | Саудовская Аравия                            | Саудовская Аравия                            | Премьер-министр                                                    | Фейсал ибн Абдул-Азиз Аль Сауд                                                                           | 1954 год—1960 год, 1962 год—1975 год                                          |  |
|                                                          | Сикким                                       | Сикким                                       | Чогьял                                                             | Палден Тондуп Намгьял                                                                                    | 1963 год—1975 год                                                             |  |
| Флаг Сингапура                                           | Сингапур                                     | Сингапур                                     | Президент                                                          | Бенджамин Генри Ширс                                                                                     | 1971 год—1981 год                                                             |  |
| Флаг Сингапура                                           | Сингапур                                     | Сингапур                                     | Премьер-министр                                                    | Ли Куан Ю                                                                                                | 1959 год—1990 год                                                             |  |
|                                                          | Сирия                                        | Сирия                                        | Президент                                                          | Хафез Асад                                                                                               | 1971 год—2000 год                                                             |  |
| Премьер-министр                                          | Сирия                                        | Сирия                                        | Махмуд аль-Аюби                                                    | 1972 год—1976 год                                                                                        |                                                                               |  |
| Флаг Таиланда                                            | Таиланд                                      | Таиланд                                      | Король                                                             | Рама IX (Пхумипон Адульядет)                                                                             | 1946 год—2016 год                                                             |  |
| Флаг Таиланда                                            | Таиланд                                      | Таиланд                                      | Премьер-министр                                                    | Санъя Тхаммасак                                                                                          | 1973 год—1975 год                                                             |  |
|                                                          | Турция                                       | Турция                                       | Президент                                                          | Фахри Корутюрк                                                                                           | 1973 год—1980 год                                                             |  |
| Премьер-министр                                          | Турция                                       | Турция                                       | Мехмет Наим Талу Бюлент Эджевит Сади Ырмак                         | 1973 год—1974 год (1974 год, 1977 год, 1978 год—1979 год, 1999 год—2002 год) 1974 год—1975 год           |                                                                               |  |
|                                                          | Филиппины                                    | Филиппины                                    | Президент                                                          | Фердинанд Маркос                                                                                         | 1965 год—1986 год                                                             |  |
|                                                          | Шри-Ланка                                    | Шри-Ланка                                    | Президент                                                          | Уильям Гопаллава                                                                                         | 1972 год—1978 год                                                             |  |
| Премьер-министр                                          | Шри-Ланка                                    | Шри-Ланка                                    | Сиримаво Бандаранаике                                              | 1960 год—1965 год, 1970 год—1977 год, 1994 год—2000 год                                                  |                                                                               |  |
|                                                          | Южная Корея                                  | Южная Корея                                  | Президент                                                          | Пак Чонхи                                                                                                | 1962 год—1979 год                                                             |  |
| Премьер-министр                                          | Южная Корея                                  | Южная Корея                                  | Ким Джон Пхиль                                                     | 1971 год—1975 год, 1998 год—2000 год                                                                     |                                                                               |  |
|                                                          | Япония                                       | Япония                                       | Император                                                          | Хирохито (император Сёва)                                                                                | 1926 год—1989 год                                                             |  |
| Премьер-министр                                          | Япония                                       | Япония                                       | Какуэй Танака Такэо Мики                                           | 1972 год—1974 год 1974 год—1976 год                                                                      |                                                                               |  |

## Африка
| Флаг                                                    | Страна                                  | Страна                                  | Должность                                             | Имя                                                      | Начало и конец срока                                     | Фото |
| ------------------------------------------------------- | --------------------------------------- | --------------------------------------- | ----------------------------------------------------- | -------------------------------------------------------- | -------------------------------------------------------- | ---- |
| Флаг Алжира                                             | Алжир                                   | Алжир                                   | Председатель Революционного совета                    | Хуари Бумедьен                                           | 1965 год—1976 год                                        |      |
| Флаг Ботсваны                                           | Ботсвана                                | Ботсвана                                | Президент                                             | Серетсе Кхама                                            | 1966 год—1980 год                                        |      |
|                                                         | Бурунди                                 | Бурунди                                 | Президент                                             | Мишель Мичомберо                                         | 1966 год—1976 год                                        |      |
|                                                         | Верхняя Вольта                          | Верхняя Вольта                          | Президент                                             | Сангуле Ламизана                                         | 1966 год—1980 год                                        |      |
| Премьер-министр                                         | Верхняя Вольта                          | Верхняя Вольта                          | Жерар Канго Уэдраого Сангуле Ламизана                 | 1971 год—1974 год 1974 год—1978 год                      |                                                          |      |
| Флаг Габона                                             | Габон                                   | Габон                                   | Президент                                             | Омар Бонго                                               | 1967 год—2009 год                                        |      |
| Флаг Гамбии                                             | Гамбия                                  | Гамбия                                  | Президент                                             | Дауда Джавара                                            | 1970 год—1994 год                                        |      |
| Флаг Ганы                                               | Гана                                    | Гана                                    | Председатель Совета национального спасения Ганы       | Игнатиус Куту Ачампонг                                   | 1972 год—1975 год                                        |      |
| Флаг Гвинеи                                             | Гвинея                                  | Гвинея                                  | Президент                                             | Ахмед Секу Туре                                          | 1958 год—1984 год                                        |      |
| Флаг Гвинеи                                             | Гвинея                                  | Гвинея                                  | Премьер-министр                                       | Луи Лансана Беавоги                                      | 1972 год—1984 год                                        |      |
| Флаг Гвинеи-Бисау                                       | Гвинея-Бисау                            | Гвинея-Бисау                            | Председатель Государственного совета                  | Луиш де Алмейда Кабрал                                   | 1973 год—1980 год                                        |      |
| Флаг Гвинеи-Бисау                                       | Гвинея-Бисау                            | Гвинея-Бисау                            | Премьер-министр                                       | Франсишку Мендеш                                         | 1973 год—1978 год                                        |      |
|                                                         | Дагомея                                 | Дагомея                                 | Президент                                             | Матьё Кереку                                             | 1972 год—1991 год, 1996 год—2006 год                     |      |
|                                                         | Египет                                  | Египет                                  | Президент                                             | Анвар Садат                                              | 1970 год—1981 год                                        |      |
| Премьер-министр                                         | Египет                                  | Египет                                  | Анвар Садат Абдель Азиз Хигази                        | (1973 год—1974 год, 1980 год—1981 год) 1974 год—1975 год |                                                          |      |
|                                                         | Заир                                    | Заир                                    | Президент                                             | Мобуту Сесе Секо                                         | 1965 год—1997 год                                        |      |
|                                                         | Замбия                                  | Замбия                                  | Президент                                             | Кеннет Каунда                                            | 1964 год—1991 год                                        |      |
| Премьер-министр                                         | Замбия                                  | Замбия                                  | Менза Чона                                            | 1973 год—1975 год, 1977 год—1978 год                     |                                                          |      |
|                                                         | Камерун                                 | Камерун                                 | Президент                                             | Ахмаду Ахиджо                                            | 1960 год—1982 год                                        |      |
| Флаг Кении                                              | Кения                                   | Кения                                   | Президент                                             | Джомо Кениата                                            | 1964 год—1978 год                                        |      |
|                                                         | Народная Республика Конго               | Народная Республика Конго               | Президент                                             | Мариан Нгуаби                                            | 1969 год—1977 год                                        |      |
| Премьер-министр                                         | Народная Республика Конго               | Народная Республика Конго               | Анри Лопес                                            | 1973 год—1975 год                                        |                                                          |      |
|                                                         | Лесото                                  | Лесото                                  | Король                                                | Мошвешве II                                              | 1966 год—1990 год, 1995 год—1996 год                     |      |
| Премьер-министр                                         | Лесото                                  | Лесото                                  | Джозеф Леабуа Джонатан                                | 1966 год—1986 год                                        |                                                          |      |
|                                                         | Либерия                                 | Либерия                                 | Президент                                             | Уильям Ричард Толберт                                    | 1971 год—1980 год                                        |      |
|                                                         | Ливийская Арабская Республика           | Ливийская Арабская Республика           | Председатель Совета революционного командования Ливии | Муаммар Каддафи                                          | 1969 год—1977 год                                        |      |
| Премьер-министр                                         | Ливийская Арабская Республика           | Ливийская Арабская Республика           | Абдель Салам Джеллуд                                  | 1972 год—1977 год                                        |                                                          |      |
| Флаг Маврикия                                           | Маврикий                                | Маврикий                                | Королева                                              | Елизавета II                                             | 1968 год—1992 год                                        |      |
| Флаг Маврикия                                           | Маврикий                                | Маврикий                                | Генерал-губернатор                                    | Раман Осман                                              | 1972 год—1977 год                                        |      |
| Флаг Маврикия                                           | Маврикий                                | Маврикий                                | Премьер-министр                                       | Сивусагур Рамгулам                                       | 1968 год—1982 год                                        |      |
|                                                         | Мавритания                              | Мавритания                              | Президент                                             | Моктар ульд Дадда                                        | 1960 год—1978 год                                        |      |
| Флаг Мадагаскара                                        | Мадагаскар                              | Мадагаскар                              | Президент                                             | Габриэль Рамананцуа                                      | 1972 год—1975 год                                        |      |
| Флаг Мадагаскара                                        | Мадагаскар                              | Мадагаскар                              | Премьер-министр                                       | Габриэль Рамананцуа                                      | 1972 год—1975 год                                        |      |
|                                                         | Малави                                  | Малави                                  | Президент                                             | Хастингс Банда                                           | 1966 год—1994 год                                        |      |
| Флаг Мали                                               | Мали                                    | Мали                                    | Президент                                             | Муса Траоре                                              | 1968 год—1991 год                                        |      |
| Флаг Марокко                                            | Марокко                                 | Марокко                                 | Король                                                | Хасан II                                                 | 1961 год—1999 год                                        |      |
| Флаг Марокко                                            | Марокко                                 | Марокко                                 | Премьер-министр                                       | Ахмед Осман                                              | 1972 год—1979 год                                        |      |
| Флаг Нигера                                             | Нигер                                   | Нигер                                   | Президент                                             | Амани Диори Сейни Кунче                                  | 1960 год—1974 год 1974 год—1987 год                      |      |
| Флаг Нигерии                                            | Нигерия                                 | Нигерия                                 | Президент                                             | Якубу Говон                                              | 1966 год—1975 год                                        |      |
|                                                         | Родезия Самопровозглашённое государство | Родезия Самопровозглашённое государство | Президент                                             | Клиффорд Дюпон                                           | 1970 год—1975 год                                        |      |
| Премьер-министр                                         | Родезия Самопровозглашённое государство | Родезия Самопровозглашённое государство | Ян Смит                                               | 1965 год—1979 год                                        |                                                          |      |
|                                                         | Руанда                                  | Руанда                                  | Президент                                             | Жювеналь Хабиаримана                                     | 1973 год—1994 год                                        |      |
|                                                         | Свазиленд                               | Свазиленд                               | Король                                                | Собуза II                                                | 1899 год—1982 год                                        |      |
| Премьер-министр                                         | Свазиленд                               | Свазиленд                               | Макосини Дламини                                      | 1967 год—1976 год                                        |                                                          |      |
| Флаг Сенегала                                           | Сенегал                                 | Сенегал                                 | Президент                                             | Леопольд Седар Сенгор                                    | 1960 год—1980 год                                        |      |
| Флаг Сенегала                                           | Сенегал                                 | Сенегал                                 | Премьер-министр                                       | Абду Диуф                                                | 1970 год—1980 год                                        |      |
| Флаг Сомали                                             | Сомали                                  | Сомали                                  | Президент                                             | Мохамед Сиад Барре                                       | 1969 год—1991 год                                        |      |
| Флаг Судана                                             | Судан                                   | Судан                                   | Президент                                             | Джафар Мухаммед Нимейри                                  | 1971 год—1985 год                                        |      |
| Флаг Судана                                             | Судан                                   | Судан                                   | Премьер-министр                                       | Джафар Мухаммед Нимейри                                  | 1969 год—1971 год, 1971 год—1976 год, 1977 год—1985 год  |      |
| Флаг Сьерра-Леоне                                       | Сьерра-Леоне                            | Сьерра-Леоне                            | Президент                                             | Сиака Стивенс                                            | 1971 год—1985 год                                        |      |
| Флаг Сьерра-Леоне                                       | Сьерра-Леоне                            | Сьерра-Леоне                            | Премьер-министр                                       | Сори Ибрагим Корома                                      | 1971 год—1975 год                                        |      |
| Флаг Танзании                                           | Танзания                                | Танзания                                | Президент                                             | Джулиус Ньерере                                          | 1964 год—1985 год                                        |      |
| Флаг Танзании                                           | Танзания                                | Танзания                                | Премьер-министр                                       | Рашиди Кавава                                            | 1972 год—1977 год                                        |      |
| Флаг Того                                               | Того                                    | Того                                    | Президент                                             | Гнассингбе Эйадема                                       | 1967 год—2005 год                                        |      |
|                                                         | Тунис                                   | Тунис                                   | Президент                                             | Хабиб Бургиба                                            | 1957 год—1987 год                                        |      |
| Флаг Уганды                                             | Уганда                                  | Уганда                                  | Президент                                             | Иди Амин                                                 | 1971 год—1979 год                                        |      |
|                                                         | Центральноафриканская Республика        | Центральноафриканская Республика        | Президент                                             | Жан Бедель Бокасса                                       | 1966 год—1976 год                                        |      |
| Флаг Чада                                               | Чад                                     | Чад                                     | Президент                                             | Франсуа Томбалбай                                        | 1960 год—1975 год                                        |      |
| Флаг Чада                                               | Чад                                     | Чад                                     | Премьер-министр                                       | Франсуа Томбалбай                                        | 1959 год—1975 год                                        |      |
|                                                         | Экваториальная Гвинея                   | Экваториальная Гвинея                   | Президент                                             | Франсиско Масиас Нгема                                   | 1968 год—1979 год                                        |      |
|                                                         | Эфиопия                                 | Эфиопия                                 | Император                                             | Хайле Селассие Амха Селассие                             | (1930 год—1936 год, 1941 год—1974 год) 1974 год—1975 год |      |
| Председатель Временного военно-административного совета | Эфиопия                                 | Эфиопия                                 | Аман Андом Менгисту Хайле Мариам Тэфэри Бенти         | 1974 год (1974 год, 1977 год—1987 год) 1974 год—1977 год |                                                          |      |
| Премьер-министр                                         | Эфиопия                                 | Эфиопия                                 | Аклилу Хабте Вольде Эндалькачоу Мэконнын Микаэль Имру | 1961 год—1974 год 1974 год 1974 год                      |                                                          |      |
|                                                         | Южно-Африканская Республика             | Южно-Африканская Республика             | Государственный президент                             | Якобус Йоханнес Фуше                                     | 1968 год—1975 год                                        |      |
| Премьер-министр                                         | Южно-Африканская Республика             | Южно-Африканская Республика             | Балтазар Форстер                                      | 1966 год—1978 год                                        |                                                          |      |

## Европа
| Флаг                                           | Страна                                    | Страна                                    | Должность                                                                             | Имя | Начало и конец срока                                     | Фото |
| ---------------------------------------------- | ----------------------------------------- | ----------------------------------------- | ------------------------------------------------------------------------------------- | --- | -------------------------------------------------------- | ---- |
| Флаг Австрии                                   | Австрия                                   | Австрия                                   | Федеральный президент                                                                 | Франц Йонас Бруно Крайский (и. о.) Рудольф Кирхшлегер                                                                      | 1965 год—1974 год 1974 год 1974 год—1986 год             |      |
| Флаг Австрии                                   | Австрия                                   | Австрия                                   | Федеральный канцлер                                                                   | Бруно Крайский | 1970 год—1983 год                                        |      |
|                                                | Албания                                   | Албания                                   | Первый секретарь Центрального Комитета                                                | Энвер Ходжа | 1941 год—1985 год                                        |      |
| Председатель Президиума Народного собрания     | Албания                                   | Албания                                   | Хаджи Леши                                                                            | 1953 год—1982 год |                                                          |      |
| Председатель Совета министров                  | Албания                                   | Албания                                   | Мехмет Шеху                                                                           | 1954 год—1981 год |                                                          |      |
| Флаг Андорры                                   | Андорра                                   | Андорра                                   | Соправители                                                                           | Жорж Помпиду Ален Поэр (и. о.) Валери Жискар д’Эстен Президент Французской Республики                                      | 1969 год—1974 год 1974 год 1974 год—1981 год             |      |
| Флаг Андорры                                   | Андорра                                   | Андорра                                   | Соправители                                                                           | Жоан Марти-и-Аланис Епископ Урхельский                                                                                     | 1971 год—2003 год                                        |      |
| Флаг Бельгии                                   | Бельгия                                   | Бельгия                                   | Король                                                                                | Бодуэн | 1951 год—1993 год                                        |      |
| Флаг Бельгии                                   | Бельгия                                   | Бельгия                                   | Премьер-министр                                                                       | Эдмон Лебюртон Лео Тиндеманс                                                                                               | 1973 год—1974 год 1974 год—1978 год                      |      |
|                                                | Народная Республика Болгария              | Народная Республика Болгария              | Генеральный (Первый) секретарь ЦК Болгарской коммунистической партии                  | Тодор Живков | 1954 год—1989 год                                        |      |
| Председатель Государственного совета           | Народная Республика Болгария              | Народная Республика Болгария              | 1971 год—1989 год                                                                     | Тодор Живков |                                                          |      |
| Председатель Совета министров                  | Народная Республика Болгария              | Народная Республика Болгария              | Станко Тодоров                                                                        | 1971 год—1981 год |                                                          |      |
| Флаг Ватикана                                  | Ватикан                                   | Ватикан                                   | Папа                                                                                  | Павел VI | 1963 год—1978 год                                        |      |
| Флаг Ватикана                                  | Ватикан                                   | Ватикан                                   | Государственный секретарь                                                             | кардинал Жан-Мари Вийо | 1969 год—1979 год                                        |      |
|                                                | Великобритания                            | Великобритания                            | Королева                                                                              | Елизавета II | 1952 год—2022 год                                        |      |
| Премьер-министр                                | Великобритания                            | Великобритания                            | Эдвард Хит Гарольд Вильсон                                                            | 1970 год—1974 год (1964 год—1970 год, 1974 год—1976 год)                                                                   |                                                          |      |
| Флаг Венгрии                                   | Венгерская Народная Республика            | Венгерская Народная Республика            | Генеральный секретарь ЦК Венгерской социалистической рабочей партии                   | Янош Кадар | 1956 год—1988 год                                        |      |
| Флаг Венгрии                                   | Венгерская Народная Республика            | Венгерская Народная Республика            | Председатель Президиума Венгерской Народной Республики                                | Пал Лошонци | 1967 год—1987 год                                        |      |
| Флаг Венгрии                                   | Венгерская Народная Республика            | Венгерская Народная Республика            | Председатель Совета министров                                                         | Йенё Фок | 1967 год—1975 год                                        |      |
|                                                | Германская Демократическая Республика     | Германская Демократическая Республика     | Генеральный секретарь ЦК Социалистической единой партия Германии                      | Эрих Хонеккер | 1971 год—1989 год                                        |      |
| Председатель Государственного совета           | Германская Демократическая Республика     | Германская Демократическая Республика     | Вилли Штоф                                                                            | 1973 год—1976 год |                                                          |      |
| Председатель Совета министров                  | Германская Демократическая Республика     | Германская Демократическая Республика     | Хорст Зиндерман                                                                       | 1973 год—1976 год |                                                          |      |
|                                                | Греция                                    | Греция                                    | Президент                                                                             | Федон Гизикис Михаил Стасинопулос                                                                                          | 1973 год—1974 год 1974 год—1975 год                      |      |
| Премьер-министр                                | Греция                                    | Греция                                    | Адамандиос Андруцопулос Константинос Караманлис                                       | 1973 год—1974 год (1955 год—1958 год, 1958 год—1961 год, 1961 год—1963 год, 1974 год—1980 год)                             |                                                          |      |
| Флаг Дании                                     | Дания                                     | Дания                                     | Король                                                                                | Маргрете II | 1972 год—2024 год                                        |      |
| Флаг Дании                                     | Дания                                     | Дания                                     | Премьер-министр                                                                       | Поуль Хартлинг | 1973 год—1975 год                                        |      |
|                                                | Западный Берлин                           | Западный Берлин                           | Правящий бургомистр                                                                   | Клаус Шюц | 1967 год—1977 год                                        |      |
| Флаг Ирландии                                  | Ирландия                                  | Ирландия                                  | Президент                                                                             | Эрскин Чайлдерс Кэрролл О’Дэли                                                                                             | 1973 год—1974 год 1974 год—1976 год                      |      |
| Флаг Ирландии                                  | Ирландия                                  | Ирландия                                  | Премьер-министр (тишек)                                                               | Лиам Косгрейв | 1973 год—1977 год                                        |      |
| Флаг Исландии                                  | Исландия                                  | Исландия                                  | Президент                                                                             | Кристьяун Эльдьяудн | 1968 год—1980 год                                        |      |
| Флаг Исландии                                  | Исландия                                  | Исландия                                  | Премьер-министр                                                                       | Оулавюр Йоуханнессон Гейр Хадльгримссон                                                                                    | (1971 год—1974 год, 1978 год—1979 год) 1974 год—1978 год |      |
|                                                | Испания                                   | Испания                                   | Каудильо                                                                              | Франсиско Франко | 1936 год—1975 год                                        |      |
| Премьер-министр                                | Испания                                   | Испания                                   | Карлос Ариас Наварро                                                                  | 1973 год—1976 год |                                                          |      |
|                                                | Италия                                    | Италия                                    | Президент                                                                             | Джованни Леоне | 1971 год—1978 год                                        |      |
| Премьер-министр                                | Италия                                    | Италия                                    | Мариано Румор Альдо Моро                                                              | (1968 год—1970 год, 1973 год—1974 год) (1963 год—1968 год, 1974 год—1976 год)                                              |                                                          |      |
|                                                | Лихтенштейн                               | Лихтенштейн                               | Князь                                                                                 | Франц Иосиф II | 1938 год—1989 год                                        |      |
| Премьер-министр                                | Лихтенштейн                               | Лихтенштейн                               | Альфред Хильбе Вальтер Кибер                                                          | 1970 год—1974 год 1974 год—1978 год                                                                                        |                                                          |      |
| Флаг Люксембурга                               | Люксембург                                | Люксембург                                | Великий герцог                                                                        | Жан | 1964 год—2000 год                                        |      |
| Флаг Люксембурга                               | Люксембург                                | Люксембург                                | Премьер-министр                                                                       | Пьер Вернер Гастон Торн | (1959 год—1974 год, 1979 год—1984 год) 1974 год—1979 год |      |
| Флаг Мальты                                    | Мальта                                    | Мальта                                    | Королева                                                                              | Елизавета II | 1964 год — 1974 год                                      |      |
| Флаг Мальты                                    | Мальта                                    | Мальта                                    | Генерал-губернатор                                                                    | Энтони Мамо | 1971 год—1974 год                                        |      |
| Флаг Мальты                                    | Мальта                                    | Мальта                                    | Президент                                                                             | Энтони Мамо | 1974 год—1976 год                                        |      |
| Флаг Мальты                                    | Мальта                                    | Мальта                                    | Премьер-министр                                                                       | Доминик Минтофф | 1971 год—1984 год                                        |      |
| Флаг Монако                                    | Монако                                    | Монако                                    | Князь                                                                                 | Ренье III | 1949 год—2005 год                                        |      |
| Флаг Монако                                    | Монако                                    | Монако                                    | Премьер-министр                                                                       | Андре Сен-Млё | 1972 год—1981 год                                        |      |
| Флаг Нидерландов                               | Нидерланды                                | Нидерланды                                | Королева                                                                              | Юлиана | 1948 год—1980 год                                        |      |
| Флаг Нидерландов                               | Нидерланды                                | Нидерланды                                | Премьер-министр                                                                       | Йоп ден Ойл | 1973 год—1977 год                                        |      |
| Флаг Норвегии                                  | Норвегия                                  | Норвегия                                  | Король                                                                                | Улаф V | 1957 год—1991 год                                        |      |
| Флаг Норвегии                                  | Норвегия                                  | Норвегия                                  | Премьер-министр                                                                       | Трюгве Брателли | 1971 год—1972 год, 1973 год—1976 год                     |      |
| Флаг Польши                                    | Польская Народная Республика              | Польская Народная Республика              | Председатель ЦК Польской объединённой рабочей партии                                  | Эдвард Герек | 1970 год—1980 год                                        |      |
| Флаг Польши                                    | Польская Народная Республика              | Польская Народная Республика              | Председатель Государственного совета                                                  | Генрик Яблоньский | 1972 год—1985 год                                        |      |
| Флаг Польши                                    | Польская Народная Республика              | Польская Народная Республика              | Председатель Совета министров                                                         | Пётр Ярошевич | 1970 год—1980 год                                        |      |
|                                                | Португалия                                | Португалия                                | Президент                                                                             | Америку де Деуш Томаш Антониу ди Спинола Франсишку да Кошта Гомиш                                                          | 1958 год—1974 год 1974 год 1974 год—1976 год             |      |
| Премьер-министр                                | Португалия                                | Португалия                                | Марселу Каэтану Антониу ди Спинола Аделину да Палма Карлуш Вашку душ Сантуш Гонсалвиш | 1968 год—1974 год 1974 год 1974 год—1976 год                                                                               |                                                          |      |
|                                                | Социалистическая Республика Румыния       | Социалистическая Республика Румыния       | Генеральный (первый) секретарь ЦК Румынской коммунистической партии                   | Николае Чаушеску | 1965 год—1989 год                                        |      |
| Председатель Государственного Совета           | Социалистическая Республика Румыния       | Социалистическая Республика Румыния       | 1965 год—1967 год 1967 год—1974 год                                                   | Николае Чаушеску |                                                          |      |
| Президент                                      | Социалистическая Республика Румыния       | Социалистическая Республика Румыния       | 1974 год—1989 год                                                                     | Николае Чаушеску |                                                          |      |
| Премьер-министр                                | Социалистическая Республика Румыния       | Социалистическая Республика Румыния       | Ион Георге Маурер Маня Мэнеску                                                        | 1961 год—1974 год 1974 год—1979 год                                                                                        |                                                          |      |
| Флаг Сан-Марино                                | Сан-Марино                                | Сан-Марино                                | Капитаны-регенты                                                                      | Антонио Лаццаро Вольпинари и Джован Луиджи Франчози Ферруччо Пива и Джордано Бруно Реффи Франческо Валли и Энрико Андреоли | 1973 год—1974 год 1974 год 1974 год—1975 год             |      |
|                                                | Союз Советских Социалистических Республик | Союз Советских Социалистических Республик | Генеральный секретарь ЦК КПСС                                                         | Леонид Брежнев | 1964 год—1982 год                                        |      |
| Председатель Совета министров                  | Союз Советских Социалистических Республик | Союз Советских Социалистических Республик | Алексей Косыгин                                                                       | 1964 год—1980 год |                                                          |      |
| Председатель Президиума Верховного Совета СССР | Союз Советских Социалистических Республик | Союз Советских Социалистических Республик | Николай Подгорный                                                                     | 1965 год—1977 год |                                                          |      |
|                                                | Федеративная Республика Германии          | Федеративная Республика Германии          | Федеральный президент                                                                 | Густав Хайнеман Вальтер Шеель                                                                                              | 1969 год—1974 год 1974 год—1979 год                      |      |
| Федеральный канцлер                            | Федеративная Республика Германии          | Федеративная Республика Германии          | Вилли Брандт Вальтер Шеель (и. о.) Гельмут Шмидт                                      | 1969 год—1974 год 1974 год 1974 год—1982 год                                                                               |                                                          |      |
|                                                | Финляндия                                 | Финляндия                                 | Президент                                                                             | Урхо Калева Кекконен | 1956 год—1982 год                                        |      |
| Премьер-министр                                | Финляндия                                 | Финляндия                                 | Калеви Сорса                                                                          | 1972 год—1975 год, 1977 год—1979 год, 1982 год—1987 год                                                                    |                                                          |      |
|                                                | Франция                                   | Франция                                   | Президент                                                                             | Жорж Помпиду Ален Поэр (и. о.) Валери Жискар д’Эстен                                                                       | 1969 год—1974 год 1974 год 1974 год—1981 год             |      |
| Премьер-министр                                | Франция                                   | Франция                                   | Пьер Мессмер Жак Ширак                                                                | 1972 год—1974 год (1974 год—1976 год, 1986 год—1988 год)                                                                   |                                                          |      |
|                                                | Чехословацкая Социалистическая Республика | Чехословацкая Социалистическая Республика | Генеральный секретарь ЦК Коммунистической партии Чехословакии                         | Густав Гусак | 1969 год—1987 год                                        |      |
| Президент                                      | Чехословацкая Социалистическая Республика | Чехословацкая Социалистическая Республика | Людвик Свобода                                                                        | 1968 год—1975 год |                                                          |      |
| Премьер-министр                                | Чехословацкая Социалистическая Республика | Чехословацкая Социалистическая Республика | Любомир Штроугал                                                                      | 1970 год—1988 год |                                                          |      |
| Флаг Швейцарии                                 | Швейцария                                 | Швейцария                                 | Президент                                                                             | Эрнст Бруггер | 1974 год                                                 |      |
|                                                | Швеция                                    | Швеция                                    | Король                                                                                | Карл XVI Густав | 1973 год — настоящее время                               |      |
| Премьер-министр                                | Швеция                                    | Швеция                                    | Улоф Пальме                                                                           | 1969 год—1976 год, 1982 год—1986 год                                                                                       |                                                          |      |
|                                                | Югославия                                 | Югославия                                 | Председатель Президиума ЦК Союза коммунистов Югославии                                | Иосип Броз Тито | 1945 год—1980 год                                        |      |
| Президент                                      | Югославия                                 | Югославия                                 | 1953 год—1980 год                                                                     | Иосип Броз Тито |                                                          |      |
| Председатель Союзного исполнительного веча     | Югославия                                 | Югославия                                 | Джемал Биедич                                                                         | 1971 год—1977 год |                                                          |      |

## Океания
| Флаг                | Страна                                                                        | Должность          | Имя                                       | Начало и конец срока                                              | Фото |
| ------------------- | ----------------------------------------------------------------------------- | ------------------ | ----------------------------------------- | ----------------------------------------------------------------- | ---- |
| Флаг Австралии      | Австралия                                                                     | Королева           | Елизавета II                              | 1952 год—2022 год                                                 |      |
| Флаг Австралии      | Австралия                                                                     | Генерал-губернатор | Пол Хэзлак Джон Керр                      | 1969 год—1974 год 1974 год—1977 год                               |      |
| Флаг Австралии      | Австралия                                                                     | Премьер-министр    | Эдвард Гоф Уитлэм                         | 1972 год—1975 год                                                 |      |
| Флаг Самоа          | Западное Самоа                                                                | О ле Ао О ле Мало  | Малиетоа Танумафили II Сусуга             | 1962 год—2007 год                                                 |      |
| Флаг Самоа          | Западное Самоа                                                                | Премьер-министр    | Фиаме Матаʻафа Фаумуина Мулинуʻу II       | 1962 год—1970 год, 1973 год—1975 год                              |      |
| Флаг Науру          | Науру                                                                         | Президент          | Хаммер Деробурт                           | 1968 год—1976 год, 1978 год—1986 год, 1986 год, 1986 год—1989 год |      |
| Флаг Ниуэ           | Ниуэ (государственное образование, ассоциированное с Новой Зеландией)         | Премьер            | Роберт Рекс                               | 1974 год—1992 год                                                 |      |
| Флаг Новой Зеландии | Новая Зеландия                                                                | Королева           | Елизавета II                              | 1952 год—2022 год                                                 |      |
| Флаг Новой Зеландии | Новая Зеландия                                                                | Генерал-губернатор | Денис Бланделл                            | 1972 год—1977 год                                                 |      |
| Флаг Новой Зеландии | Новая Зеландия                                                                | Премьер-министр    | Норман Кёрк Хью Уотт (и. о.) Билл Роулинг | 1972 год—1974 год 1974 год 1974 год—1975 год                      |      |
| Флаг островов Кука  | Острова Кука (государственное образование, ассоциированное с Новой Зеландией) | Премьер-министр    | Альберт Генри                             | 1965 год—1978 год                                                 |      |
| Флаг Тонги          | Тонга                                                                         | Король             | Тауфа’ахау Тупоу IV                       | 1965 год—2006 год                                                 |      |
| Флаг Тонги          | Тонга                                                                         | Премьер-министр    | Фатафехи Туипелехаке                      | 1965 год—1991 год                                                 |      |
| Флаг Фиджи          | Фиджи                                                                         | Королева           | Елизавета II                              | 1970 год — 1987 год                                               |      |
| Флаг Фиджи          | Фиджи                                                                         | Генерал-губернатор | Джордж Какобау                            | 1973 год—1983 год                                                 |      |
| Флаг Фиджи          | Фиджи                                                                         | Премьер-министр    | Камисесе Мара                             | 1967 год—1987 год, 1987 год—1992 год                              |      |

## Северная и Центральная Америка
| Флаг                          | Страна                                                                     | Должность                                        | Имя                                                           | Начало и конец срока                                                        | Фото |
| ----------------------------- | -------------------------------------------------------------------------- | ------------------------------------------------ | ------------------------------------------------------------- | --------------------------------------------------------------------------- | ---- |
| Флаг Багамских Островов       | Багамские острова                                                          | Королева                                         | Елизавета II                                                  | 1973 год—2022 год                                                           |      |
| Флаг Багамских Островов       | Багамские острова                                                          | Генерал-губернатор                               | Майло Батлер                                                  | 1973 год—1979 год                                                           |      |
| Флаг Багамских Островов       | Багамские острова                                                          | Премьер-министр                                  | Линден Пиндлинг                                               | 1973 год—1992 год                                                           |      |
| Флаг Барбадоса                | Барбадос                                                                   | Королева                                         | Елизавета II                                                  | 1966 год—2021 год                                                           |      |
| Флаг Барбадоса                | Барбадос                                                                   | Генерал-губернатор                               | Арли Уинстон Скотт                                            | 1967 год—1976 год                                                           |      |
| Флаг Барбадоса                | Барбадос                                                                   | Премьер-министр                                  | Эррол Бэрроу                                                  | 1966 год—1976 год, 1986 год—1987 год                                        |      |
|                               | Гаити                                                                      | Президент                                        | Жан-Клод Дювалье                                              | 1971 год—1986 год                                                           |      |
| Флаг Гватемалы                | Гватемала                                                                  | Президент                                        | Карлос Мануэль Арана Осорио Кхель Эухенио Лаухеруд Гарсиа     | 1970 год—1974 год 1974 год—1978 год                                         |      |
| Флаг Гондураса                | Гондурас                                                                   | Президент                                        | Освальдо Лопес Арельяно                                       | 1963 год—1971 год, 1972 год—1975 год                                        |      |
| Флаг Гренады                  | Гренада Колония Великобритании, получила независимость 7 февраля 1974 года | Королева                                         | Елизавета II                                                  | 1974 год—2022 год                                                           |      |
| Флаг Гренады                  | Гренада Колония Великобритании, получила независимость 7 февраля 1974 года | Генерал-губернатор                               | Лео де Гейл                                                   | 1974 год—1978 год                                                           |      |
| Флаг Гренады                  | Гренада Колония Великобритании, получила независимость 7 февраля 1974 года | Премьер-министр                                  | Эрик Гейри                                                    | 1974 год—1979 год                                                           |      |
| Флаг Доминиканской Республики | Доминиканская Республика                                                   | Президент                                        | Хоакин Балагер                                                | 1960 год—1962 год, 1966 год—1978 год, 1986 год—1996 год                     |      |
| Флаг Канады                   | Канада                                                                     | Королева                                         | Елизавета II                                                  | 1952 год—2022 год                                                           |      |
| Флаг Канады                   | Канада                                                                     | Генерал-губернатор                               | Роланд Миченер Жюль Леже                                      | 1967 год—1972 год 1974 год—1979 год                                         |      |
| Флаг Канады                   | Канада                                                                     | Премьер-министр                                  | Пьер Трюдо                                                    | 1968 год—1979 год, 1980 год—1984 год                                        |      |
|                               | Коста-Рика                                                                 | Президент                                        | Хосе Фигерес Феррер Даниэль Одубер Кирос                      | (1948 год—1949 год, 1953 год—1958 год, 1970 год—1974 год) 1974 год—1978 год |      |
|                               | Куба                                                                       | Первый секретарь ЦК Коммунистической партии Кубы | Фидель Кастро                                                 | 1965 год—2011 год                                                           |      |
| Премьер-министр               | Куба                                                                       | 1959 год—2008 год                                | Фидель Кастро                                                 |                                                                             |      |
| Президент                     | Куба                                                                       | Освальд Дортикос Торрадо                         | 1959 год—1976 год                                             |                                                                             |      |
| Флаг Мексики                  | Мексика                                                                    | Президент                                        | Луис Эчеверриа                                                | 1970 год—1976 год                                                           |      |
| Флаг Никарагуа                | Никарагуа                                                                  | Президент                                        | Национальная правительственная хунта Анастасио Сомоса Дебайле | 1972 год—1974 год (1967 год—1972 год, 1974 год—1979 год)                    |      |
|                               | Панама                                                                     | Верховный лидер панамской революции              | Омар Торрихос                                                 | 1969 год—1981 год                                                           |      |
| Президент                     | Панама                                                                     | Деметрио Басилио Лакас                           | 1969 год—1978 год                                             |                                                                             |      |
| Флаг Сальвадора               | Сальвадор                                                                  | Президент                                        | Артуро Молина Барраса                                         | 1972 год—1977 год                                                           |      |
| Флаг США                      | Соединённые Штаты Америки                                                  | Президент                                        | Ричард Никсон Джеральд Форд                                   | 1969 год—1974 год 1974 год—1977 год                                         |      |
| Флаг Тринидада и Тобаго       | Тринидад и Тобаго                                                          | Королева                                         | Елизавета II                                                  | 1962 год — 1976 год                                                         |      |
| Флаг Тринидада и Тобаго       | Тринидад и Тобаго                                                          | Генерал-губернатор                               | Эллис Кларк                                                   | 1972 год—1976 год                                                           |      |
| Флаг Тринидада и Тобаго       | Тринидад и Тобаго                                                          | Премьер-министр                                  | Эрик Уильямс                                                  | 1962 год—1981 год                                                           |      |
| Флаг Ямайки                   | Ямайка                                                                     | Королева                                         | Елизавета II                                                  | 1962 год—2022 год                                                           |      |
| Флаг Ямайки                   | Ямайка                                                                     | Генерал-губернатор                               | Флоризель Глэсспоул                                           | 1973 год—1991 год                                                           |      |
| Флаг Ямайки                   | Ямайка                                                                     | Премьер-министр                                  | Майкл Мэнли                                                   | 1972 год—1980 год, 1989 год—1992 год                                        |      |

## Южная Америка
| Флаг           | Страна    | Должность                     | Имя                                               | Начало и конец срока                                                          | Фото |
| -------------- | --------- | ----------------------------- | ------------------------------------------------- | ----------------------------------------------------------------------------- | ---- |
| Флаг Аргентины | Аргентина | Президент                     | Хуан Доминго Перон Мария Эстела Мартинес де Перон | (1946 год—1955 год, 1973 год—1974 год) 1974 год—1976 год                      |      |
| Флаг Боливии   | Боливия   | Президент                     | Уго Бансер Суарес                                 | 1971 год—1978 год, 1997 год—2001 год                                          |      |
|                | Бразилия  | Президент                     | Эмилиу Гаррастазу Медиси Эрнесту Гайзел           | 1969 год—1974 год 1974 год—1979 год                                           |      |
|                | Венесуэла | Президент                     | Рафаэль Кальдера Карлос Андрес Перес              | (1969 год—1974 год, 1994 год—1999 год) (1974 год—1979 год, 1989 год—1993 год) |      |
| Флаг Гайаны    | Гайана    | Президент                     | Артур Раймонд Чжун                                | 1970 год—1980 год                                                             |      |
| Флаг Гайаны    | Гайана    | Премьер-министр               | Форбс Бёрнхем                                     | 1966 год—1980 год                                                             |      |
| Флаг Колумбии  | Колумбия  | Президент                     | Мисаэль Пастрана Борреро Альфонсо Лопес Микельсен | 1970 год—1974 год 1974 год—1978 год                                           |      |
|                | Парагвай  | Президент                     | Альфредо Стресснер                                | 1954 год—1989 год                                                             |      |
| Флаг Перу      | Перу      | Президент                     | Хуан Веласко Альварадо                            | 1968 год—1975 год                                                             |      |
| Флаг Перу      | Перу      | Председатель Совета министров | Эдгардо Меркадо Харрин                            | 1973 год—1975 год                                                             |      |
| Флаг Уругвая   | Уругвай   | Президент                     | Хуан Мария Бордаберри                             | 1972 год—1976 год                                                             |      |
| Флаг Чили      | Чили      | Президент                     | Аугусто Пиночет                                   | 1973 год—1990 год                                                             |      |
| Флаг Эквадора  | Эквадор   | Президент                     | Гильермо Родригес Лара                            | 1972 год—1976 год                                                             |      |

## Комментарии
1. ↑  Смещен в результате военного переворота 12 сентября 1974 года. Хайле Селассие не подписал отречения от престола и не отказался от своих прав на власть. Арестован, умер в больнице 28 августа 1975 года.
2. ↑  После отстранения отца от престола в результате военного переворота 12 сентября 1974 года объявлен военной хунтой «королём» вместо «императора», но он отказался признавать свержение с престола своего отца. Находился на лечение в Швейцарии, на родину не вернулся.
3. ↑  Пост упразднен в сентябре 1974 года.
4. ↑  После военного переворота 12 сентября 1974 года арестован, казнен 23 ноября 1974 года.
5. ↑  Скончался 24 апреля 1974 года от рака, находясь на посту президента Австрии.
6. ↑  13 декабря 1974 года принята новая Конституция, объявившая Мальту республикой.
7. ↑  24 апреля 1974 года в Бонне был арестован личный референт Брандта Гюнтер Гийом, являвшийся разведчиком ГДР. Это привело к серьёзному внутриполитическому кризису в ФРГ, окончившемуся 7 мая 1974 года отставкой Вилли Брандта с поста федерального канцлера.
8. ↑  Скончался 2 апреля 1974 года от острого заражения крови, возникшего на фоне заболевания лейкемией.
9. ↑  Скончался 31 августа 1974 года от проблем с сердцем.
10. ↑  Подал в отставку 9 августа 1974 года после «Уотергейтского скандала» и обвинений, грозивших ему импичментом.